# Norman Malcolm
Norman Malcolm (Selden, Kansas, 1911-1990) fue un filósofo de Estados Unidos. 
Estudió filosofía con O. K. Bouwsma en la Universidad de Nebraska, y posteriormente se graduó en la Universidad de Harvard en 1933.
Se encontró con G. E. Moore y Ludwig Wittgenstein en la Universidad de Cambridge en 1938/1939. Asistió a las lecturas de Wittgenstein sobre los fundamentos filosóficos de las matemáticas en 1939 y se convirtió en uno de sus amigos más cercanos. 

## Trabajos
- Ludwig Wittgenstein: A Memoir
- Wittgenstein: A Religious Point Of View?
- Nothing Is Hidden: Wittgenstein's criticism of his early thought
- Problems of Mind: Descartes to Wittgenstein
- Knowledge and Certainty
- Consciousness and Causality (con D. M. Armstrong)
- Memory and Mind
- Dreaming and Skepticism
- Thought and knowledge
- Wittgensteinian themes (editado por Georg Henrik von Wright)
- Dreaming.

### Ediciones en español
- Malcolm, Norman (1990). Ludwig Wittgenstein. Mondadori. ISBN 978-84-397-1718-8.